# 田中和生
田中 和生（たなか かずお、1974年8月4日 - ）は、日本の文芸評論家、法政大学教授。

## 人物・来歴
富山県出身。慶應義塾大学経済学部、文学部仏文科卒業。2001年から『三田文学』の編集に携わり、三田文学新人賞の選考委員を務める。2007年法政大学文学部専任講師。2008年群像新人文学賞選考委員に就任。2009年法大准教授、2015年教授。
2010年4月より毎日新聞の文芸時評を担当。

## 受賞歴
- 2000年、「欠落を生きる――江藤淳論」で第7回三田文学新人賞（評論部門）を受賞。

## 著書
- 『江藤淳』慶應義塾大学出版会、2001年
- 『あの戦場を越えて　日本現代文学論』講談社、2005年
- 『新約 太宰治』講談社、2006年
- 『吉本隆明』アーツアンドクラフツ、2014年
- 『震災後の日本で戦争を引きうける　吉本隆明『共同幻想論』を読み直す』現代書館「いま読む！名著」、2017年